# 359
Năm 359 là một năm trong lịch Julius. 